# 7번째 아들
《7번째 아들》(영어: Seventh Son)은 2014년 공개된 액션 판타지 영화로, 조지프 딜레이니가 2004년에 펴낸 소설 "일곱 번째 아들"을 원작으로 한다. 세르게이 보드로프가 연출하고, 벤 반스, 제프 브리지스, 알리시아 비칸데르, 킷 해링턴, 줄리앤 무어 등이 출연하였다. 일곱째 아들의 일곱째 아들인 토머스 "톰" 워드가 스푹이라 불리는 마녀 사냥꾼인 그레고리의 제자가 되면서 겪는 모험을 그린다.
대체로 부정 평가를 받았으며, 제작비 9,500여만 달러 대비 1억 1,400여만 달러 흥행 수익을 얻었다.

## 줄거리
1572년. 초자연 존재로부터 인류를 지켜온 기사단 팰컨스의 마지막 일원 그레고리가 마녀 맬킨을 지하에 가둔다.
몇 년 후 그레고리는 방랑하는 마녀 사냥꾼 "스푹(유령)"이 되어있다. 탈출한 맬킨은 그레고리의 수제자 윌리엄을 살해한 뒤 산속 요새를 탈환하고 그레고리에게 얼굴이 훼손됐던 여동생 보니 리지에게 미모를 돌려준다. 곧 맬킨의 군사들이 집결하기 시작한다. 곧 다가오는 100년 만의 블러드문은 맬킨을 그 누구도 막을 수 없는 존재로 만들어줄 것이다.
그레고리는 일곱째 아들의 일곱째 아들인 톰을 새 수제자로 삼는다. 톰의 어머니는 떠나는 톰에게 부적으로 목걸이 하나를 건넨다.
한 마을에 들린 톰은 마녀로 몰려 불에 태워지기 직전인 앨리스를 목격한다. 앨리스를 보자마자 미래를 투시한 톰은 기지를 발휘해 앨리스를 구해내면서 안면을 튼다. 사실 앨리스는 보니 리지의 딸로, 그레고리를 염탐하는 것이 목적이다.
조수 터스크, 톰을 데리고 맬킨의 요새로 향하던 그레고리는 맬킨 추종자인 곰 인간 우라그를 제압한 이단심문관이 있는 한 성곽 도시로 소환된다. 톰이 곰 인간을 산 채로 화형하는 걸 망설이는 모습을 보고 그레고리는 톰을 파면하고 본인이 직접 불을 붙인다.
보니 리지가 혼자 있던 톰을 급습하지만 어머니가 주신 목걸이에 걸려있던 엄브럼석이 이를 물리친다. 그레고리를 다시 찾아간 톰은 엄브럼에는 마력을 강화하는 능력이 있으며 마녀였던 톰의 어머니가 맬킨에게서 이를 훔쳤다는 걸 알게 된다. 실은 그레고리도 이 덕분에 과거에 맬킨을 가둘 수 있었던 것. 그러나 그레고리는 맬킨을 사랑했기에 맬킨을 사형하는 대신 감금하는 데 그쳤고, 이후 맬킨이 죽인 사람들에게 책임감을 느껴왔다. 그레고리는 마녀에게 자비를 베풀지 말라고 톰에게 경고하지만 톰은 이미 앨리스와 사랑에 빠진 상태. 한편 맬킨은 앨리스에게 목걸이를 훔쳐오라고 명령한다.
맬킨의 추종자들은 우라그가 죽음을 맞이한 도시를 파괴하며 복수하고, 이곳에 살고 있던 톰의 어머니를 맬킨이 살해한다. 그 시각 앨리스는 톰 앞에 나타나 톰을 유혹하며 목걸이를 훔친다. 이 둘을 발견한 그레고리가 앨리스를 죽이려 하지만 톰이 막으면서 앨리스는 그대로 목걸이를 갖고 달아난다. 톰, 그레고리, 터스크는 앨리스를 찾다가 맬킨의 하인 라두에게 습격당해 그레고리가 붙잡히고 터스크와 톰은 절벽으로 떨어진다.
정신을 잃은 톰은 어머니의 영과 만난다. 어머니는 톰이 일곱째 아들의 일곱째 아들이면서 마녀의 아들이기에 맬킨을 무찌를 수 있다고 용기를 북돋운다. 한편 산속 요새에서 톰이 죽었다고 들은 앨리스는 분노하여 맬킨에게서 엄브럼을 뺏어 달아난다. 맬킨은 용으로 변신해 앨리스 뒤를 쫓고, 보니 리지도 딸 앨리스를 지키기 위해 뒤따라 변신하여 맬킨을 공격한다. 요새에 도착해 앨리스에게서 엄브럼을 넘겨받은 톰은 보니 리지를 죽이는 과정에서 다친 맬킨을 죽인 뒤 불태운다.
그레고리가 톰의 손등에 낙인을 찍어 톰을 새 팰컨스 기사로 임명한다. 톰이 기사직을 수행한다는 것은 앨리스와 함께 할 수 없다는 걸 의미하기에 두 사람은 작별하지만 앨리스는 언젠가 재회할 것을 약속한다. 그레고리는 홀로 길을 떠난다.

## 출연
- 제프 브리지스 - 그레고리 역
- 벤 반스 - 토머스 "톰" 역
- 줄리앤 무어 - 맬킨 역
- 알리시아 비칸데르 - 앨리스 역
- 안톄 트라우에 - 보니 리지 역
- 올리비아 윌리엄스 - 맴(엄마) 워드 역
- 존 더샌티스 - 터스크 역
- 킷 해링턴 - 윌리엄 브래들리 역
- 자이먼 운수 - 라두 역
- 제러드 플렁킷 - 심문관 역
- 제이슨 스콧 리 - 우라그 역
- 캔디스 매클루어 - 사리킨 역
- 루크 로더릭 - 스트릭스 역
- 재프 퍼루 - 비라하드라 역
- 티머시 웨버 - 맬컴 워드 역
- 라일라 피츠제럴드 - 케이트 워드 역
- 리비 오슬러 - 엘리 워드 역
- 프리모 알론 - 사이먼 워드 역
- 타이아 클라인 - 작은 소녀 역
- 존 노백 - 사제 역
- 데이비드 큐빗 - 불량 기사 역
- 라이언 로빈스 - 술집 주인 역
- 빌 크로프트 - 뚱뚱한 남자 역
- 사이먼 버넷 - 볼드미어 역
- 토머스 듀폰트 - 젊은 그레고리 역
- 카르멜 아미트 - 군중 역
- 짐 실드 - 군인 지휘관 역
- 로이드 캐틀렛 - 묘지 도굴범 역
- 프레이저 에이치슨 - 묘지 도굴범 역
- 숀 케리 - 군인 역
- 브렌다 맥도널드 - 영원한 노파 역
- 존 앤드루 바스 - 기사 역
- 그레이엄 포드 - 군인 역
- 빌리 위크먼 - 젊은 경비 역

## 기타 제작진
- 공동 제작: 질리언 셰어
- 협력 제작: 마틴 코언, 루이스 페라라
- 배역: 어맨다 매키 존슨, 하이키 브랜드슈테터, 코린 메어스
- 미술: 단테 페레티
- 세트: 엘리자베스 윌콕스
- 의상: 재클린 웨스트
- 분장: 모니카 후퍼트
- 헤어: 앤 캐럴
- 특수 효과: 앨릭스 버뎃
- 시각 효과: 니컬러스 에이테이디, 마크 브레이크스피어, 돈 리, 그레그 스틸
- 애니메이션: 크리스 스트리트
- 제작 관리: 브렌던 퍼거슨
- 조감독: 스티브 댄턴
- 음향 편집 감독: 제러미 피어슨
- 수입·배급사: 유니버설픽쳐스인터내셔널코리아

## 수상
- 2016년 제36회 골든 라즈베리상 최악의 여우주연상